# Semenivka (raïon de Pokrovsk)
Semionovka
Pour les articles homonymes, voir Semenivka.
Semenivka (ukrainien : Семенівка) ou Semionovka (russe : Семёновка) est un village de l'oblast de Donetsk, en Ukraine.

## Géographie
Le village se trouve au sud d'Otcheretyne, à proximité du village de Berdychi, dans l'oblast de Donetsk, division administrative de la région du Donbass.
Les limites territoriales du village sont limitrophes la cokerie d'Avdiïvka située à la périphérie ouest de la ville d'Avdiïvka.

## Population
Selon le recensement de 2001, sa population était de 182 habitants.

## Histoire
Le 28 avril 2024, le commandant en chef des forces armées ukrainiennes, Oleksandr Syrsky, indique que les troupes ukrainiennes se sont retirées à l'ouest des villages de Berdychi, « Semenivka » et Novomykhaïlivka dans l'oblast de Donetsk